# Miltochrista rubricostata
Miltochrista rubricostata là một loài bướm đêm thuộc phân họ Arctiinae, họ Erebidae.